# Îles Marvin
Pour les articles homonymes, voir Marvin.
Les îles Marvin sont un archipel canadien de l'océan Arctique situé à l'embouchure du fjord Disraeli, dans le nord de l'île d'Ellesmere, dans le parc national Quttinirpaaq.

## Géographie
L'île Ward Hunt se trouve au nord-ouest de l'archipel. Le groupe d'îles fait partie de la région de Qikiqtaaluk, au Nunavut, au Canada.

## Histoire
Les îles portent le nom de Ross Gilmore Marvin, membre de deux expéditions arctiques dirigées par Robert Peary.